# Tara Erraught
Tara Erraught (* 1986 in Dundalk) ist eine irische Opern-, Konzert- und Liedsängerin (Mezzosopran).

## Leben

### Ausbildung
Tara Erraught begann als Zehnjährige mit Gesangsunterricht und setzte sich als Dreizehnjährige das Ziel, Opernsängerin zu werden. An der Royal Irish Academy of Music in Dublin studierte sie Gesang bei Veronica Dunne, mit der sie weiterhin zusammenarbeitet.

### Als Solistin an der Bayerischen Staatsoper
Seit der Spielzeit 2008/2009 war Tara Erraught Mitglied des Opernstudios der Bayerischen Staatsoper. Von 2010 bis 2018 war sie Ensemblemitglied und stellte zunächst kleinere Rollen, dann auch den Cherubino in Mozarts Le nozze di Figaro und das Kind in Ravels L’enfant et les sortilèges dar. Durch das mit nur fünf Tagen Vorbereitungszeit sehr kurzfristige Einspringen für die erkrankte Vesselina Kasarova als Romeo in Vincenzo Bellinis I Capuleti e i Montecchi im März 2011 gewann sie überregionale Aufmerksamkeit und empfahl sich für eine internationale Karriere. In der Folgezeit stellte sie weitere Rollen des lyrischen Mezzosopranfachs dar, u. a. die Dorabella in Così fan tutte (Nov. 2011), die Rosina in Il barbiere di Siviglia (März 2012), den Prinzen Orlofsky in Die Fledermaus (Dez. 2012), den Hänsel in Hänsel und Gretel (März 2013) und die Angelina in La Cenerentola (März 2014). Sie wirkte in den Premierenbesetzungen folgender Opern mit: als Sesto in La clemenza di Tito (Feb. 2014), als Krista in Die Sache Makropulos (Okt. 2014) und als Kathleen Scott bei der Uraufführung von Miroslav Srnkas South Pole (Jan. 2016). Weiterhin debütierte sie an der Bayerischen Staatsoper als Susanna in Le nozze di Figaro (Juni 2016) und als Komponist in Ariadne auf Naxos (März 2017).

### Gastauftritte bei bedeutenden Festivals und in großen Opernhäusern
Vor allem als Rosina in Il barbiere di Siviglia und als Angelina in La Cenerentola wurde Tara Erraught schon bald auch an andere Opernhäuser verpflichtet, etwa nach Washington und an die Staatsopern von Hamburg, Wien und Berlin. Beim Glyndebourne Festival 2014 stellte sie erstmals den Octavian im Rosenkavalier dar und löste damit trotz anerkannter sängerischer und schauspielerischer Leistung eine kontroverse Diskussion über das erwünschte Erscheinungsbild als Darstellerin eines jungen Mannes aus, wodurch sie jedoch viele zusätzliche Sympathien gewann. Ihr Debüt bei den Salzburger Festspielen gab sie im Juli 2016 als Siébel in Charles Gounods Faust. An der Metropolitan Opera New York trat sie erstmals im September 2017 als Nicklausse in Offenbachs Les contes d’Hoffmann und dann im Dez. 2017 als Hänsel in Humperdincks Hänsel und Gretel auf. Am Gran Teatro del Liceu Barcelona gab sie im Februar 2018 ihr Haus- und Rollendebüt als Stéphano in Charles Gounods Roméo et Juliette.

### Wirken als Liedsängerin
Mit regelmäßiger Unterstützung durch Brigitte Fassbaender arbeitet Tara Erraught an Liedprogrammen. Damit trat sie 2017 u. a. bei der Schubertiade Schwarzenberg und in der Londoner Wigmore Hall auf.

## Preise und Auszeichnungen
- Dermott Troy Award für den besten irischen Sänger, 2007
- Houston Grand Opera Prize und Washington National Opera Prize beim Internationalen Hans-Gabor-Belvedere-Gesangswettbewerb, 2008
- Jakub Pustina Internationaler Gesangswettbewerb und Zdar nad Sazavou Publikumspreis in der Tschechischen Republik, 2008.
- Dublin’s National Concert Hall's Rising Star Award, 2010
- Pro meritis scientiae et litterarum des Freistaats Bayern, 2013

## Repertoire (Auswahl)

### Opernrollen
An namhaften Opernhäusern und bei bedeutenden Festivals stellte Tara Erraught u. a. die folgenden Rollen dar:
- Angelina (La Cenerentola)
- Cherubino (Le nozze di Figaro)
- Dorabella (Così fan tutte)
- Hänsel (Hänsel und Gretel)
- Kathleen Scott (South Pole)
- Komponist (Ariadne auf Naxos)
- Krista (Die Sache Makropulos)
- Nicklausse/Muse (Les contes d’Hoffmann)
- Octavian (Der Rosenkavalier)
- Prinz Orlofsky (Die Fledermaus)
- Romeo (I Capuleti e i Montecchi)
- Rosina (Il barbiere di Siviglia)
- Sesto, Vitellia (La clemenza di Tito)
- Siébel (Faust)
- Susanna (Le nozze di Figaro)
- Stéphano  (Roméo et Juliette)

### Konzertrepertoire
- Gustav Mahler: Lieder eines fahrenden Gesellen[10]
- Gustav Mahler: Sinfonie Nr. 2[11]
- Gioachino Rossini: Petite Messe solennelle[12]
- Lieder mit Klavierbegleitung u. a. von Franz Liszt, Johannes Brahms, Hugo Wolf und Richard Strauss[13]

## Diskografie
- Richard Strauss, Der Rosenkavalier, Tara Erraught als Octavian, Kate Royal als Marschallin, Lars Woldt als Ochs von Lerchenau, Teodora Gheorghiu als Sophie. Glyndebourne Festival 2014. London Philharmonic Orchestra, Robin Ticciati. DVD/Blu-ray erscheinen bei Opus Arte, 2015
- Charles Gounod, Faust, Tara Erraught als Siébel, Maria Agresta als Marguerite, Pjotr Beczala als Faust, Ildar Abdrazakov als Mephisto. Salzburger Festspiele 2016, Philharmonischer Chor Wien, Wiener Philharmoniker unter Alejo Perez, Regie: Reinhard von der Thannen. DVD/Blu-ray erschienen bei EuroArts, Juli 2017.